# Cybertruck-Explosion vor dem Trump Tower Las Vegas 2025

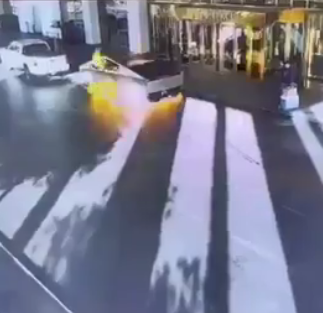
Der Cybertruck im Moment der Explosion vor dem Hotel, Aufnahme einer CCTV-Kamera

Bei der Explosion eines Tesla Cybertrucks vor dem Trump Tower in Las Vegas am Neujahrsmorgen 2025 wurden sieben Personen verletzt, der Fahrer erschoss sich selbst.

## Hergang
Am Neujahrsmorgen 2025 um 8:45 Uhr PSTi explodierte ein mit Feuerwerk und Benzinkanistern beladener Tesla Cybertruck vor dem Haupteingang des Trump Towers und Hotels in Las Vegas. Wegen der Beladung des Fahrzeugs mit explosiven Stoffen prüfte die Polizei einen terroristischen Anschlag.
Das Fahrzeug wurde von Matthew Alan Livelsberger, einem aktiven US-Soldaten der Eliteeinheit Green Berets, am 28. Dezember in Colorado Springs gemietet.
Er fuhr damit zunächst über verschiedene Stationen in Colorado, New Mexico und Arizona nach Las Vegas. In New Mexico kaufte er zahlreiche Feuerwerkskörper und deponierte sie in seinem Auto. Am Neujahrsmorgen gegen 7.30 Uhr fuhr Livelsberger in den Eingangsbereich des dortigen Trump-Hotels. Danach fuhr er zunächst eine Stunde lang über den Las Vegas Strip und kehrte um 8.39 Uhr zum Hotel zurück; die Explosion erfolgte 17 Sekunden, nachdem er in den Eingangsbereich gefahren war. Vorher goss er Flüssigtreibstoff über den Cybertruck.

## Ermittlungen
Livelsberger wurde nach der Explosion tot in dem Fahrzeug aufgefunden. Wegen der starken Verbrennungen war eine eindeutige Identifikation des Leichnams zunächst nicht möglich, jedoch wurden Ausweisdokumente und Kreditkarten mit dem Namen Livelsbergers gefunden, auch zwei Tätowierungen am Körper des Toten weisen auf Livelsberger hin. Im Fahrzeug wurden zwei Handfeuerwaffen, darunter eine Desert Eagle, gefunden. Eine Waffe lag am Fuß des Toten, der sich unmittelbar vor der Explosion in den Kopf geschossen hatte. Nach Angaben des ATF-Büros hatte Livelsberger die Waffen am 30. Dezember legal erworben. ATF-Beamte fanden im Fahrzeug auch Überreste von Feuerwerkskörpern und Granaten. Am Abend des 2. Januar gab das Las Vegas Metropolitan Police Department schließlich bekannt, dass Livelsberger der Tote im Fahrzeug war. Todesursache war ein Schuss in den Mund mit einer der mitgeführten Waffen. Zum Zeitpunkt der Explosion war er die einzige Person im Fahrzeug. Die Tat sei ein „isolierter Vorfall“ gewesen, eine Verbindung zum Anschlag in New Orleans zur selben Zeit oder zur Organisation ISIS schloss der Polizeisprecher aus. Das FBI stuft den Vorfall als Suizid ein.
In Nachrichten, die auf seinem Telefon gefunden wurden, unterstützte Livelsberger Donald Trump, Elon Musk und Robert F. Kennedy Jr. und missbilligte Programme für Diversity Management. In weiteren Nachrichten bezeichnete er die jetzige amerikanische Führung als „weich“, „rückgratlos“ und „nur auf persönliche Bereicherung aus“ und sagte, es sei „Zeit, aufzuwachen“. Wörtlich schrieb Livelsberger: 

“This was not a terrorist attack, it was a wakeup call. Americans only pay attention to spectacles and violence. What better way to get my point across than a stunt with fireworks and explosives,”

„Dies war kein terroristischer Anschlag, es war ein Weckruf. Amerikaner werden nur bei spektakulärer Gewalt aufmerksam. Was ist also besser, als auf mein Anliegen mit Feuerwerk und Explosionen aufmerksam zu machen?“

Auf der Fahrt glaubte Livelsberger laut den Aufzeichnungen seines Telefons, er werde verfolgt. Er plante den Anschlag zunächst am Grand Canyon Skywalk in Arizona. Weshalb er seine Pläne und den Tatort änderte, wissen die Ermittler nicht. Die Ermittler fanden im Fahrzeug auch ein sechsseitiges Dokument, das sie mit Hilfe des US-Verteidigungsministeriums auswerteten, weil Teile davon vertraulich sein könnten. Livelsberger erhielt vor der Tat psychologische Beratung im Rahmen eines speziellen Programms der U.S.-Army.
Livelsberger besaß verschiedene Adressen in Colorado Springs. Er diente auf derselben U.S.-Army-Base wie der mutmaßliche Attentäter von New Orleans in der Neujahrsnacht 2025. Das FBI suchte am Nachmittag eine Adresse Livelsbergers an der Marksheffel Road auf und erwartete einen Durchsuchungsbefehl. Livelsberger mietete das Fahrzeug mit der Turo App und fuhr damit von Colorado Springs nach Las Vegas, die Route ließ sich über die von ihm benutzten Ladestationen rekonstruieren. Die Auskünfte über die Menge von Sprengstoff, die er für eine Explosion benötigen würde, über Einkaufsmöglichkeiten für Feuerwerkskörper und die Möglichkeit, anonym ein Telefon zu kaufen, bezog er über die OpenAI-Software ChatGPT. Nach Angaben von Sheriff Kevin McMahill war dies das erste Mal in den USA, dass sich ein Täter mithilfe von künstlicher Intelligenz einen Sprengsatz baute. Ein Sprecher der Firma OpenAI wies darauf hin, dass ihre Produkte auf Vermeidung gefährlichen Inhalts hin konstruiert würden und dass ChatGPT in diesem Fall nur allgemein zugängliche Informationen aus dem Internet ausgewertet habe. Die Firma arbeite mit den Ermittlungsbehörden zusammen.
Sieben weitere Menschen erlitten leichte Verletzungen. Die Hotelgäste wurden evakuiert, einige beklagten sich über fehlende Information, chaotische Organisation und fehlende Evakuierungspläne. Elon Musk, Mitinhaber von Tesla, erklärte, dass die Detonation auf die geladenen Sprengstoffe zurückzuführen sei, und schloss einen Fahrzeugdefekt aus. Musk stellte der Polizei Videoaufnahmen des Trucks an Tesla-Ladestationen zur Verfügung und half beim Öffnen des Fahrzeugs nach der Explosion.